# Monumento del pueblo de Alicante a la Constitución Española
El Monumento del pueblo de Alicante a la Constitución Española es una escultura urbana situada en la Rambla de Méndez Núñez de la ciudad de Alicante (España). Fue realizada en 1986 por el artista alicantino Arcadio Blasco como homenaje del pueblo de Alicante a la Constitución Española de 1978.

## Descripción
La obra está compuesta por una estructura de cerámica y hormigón con formas abstractas que evocan los valores democráticos y la convivencia cívica. Su estilo es característico del lenguaje artístico de Arcadio Blasco, quien combinó elementos geométricos con una estética de fuerte carga simbólica.

## Historia
El monumento fue encargado por el ayuntamiento de Alicante en 1986, con motivo del octavo aniversario de la aprobación de la Constitución Española de 1978. La elección de Arcadio Blasco como autor respondió a su prestigio como escultor y ceramista, así como a su vinculación con la ciudad de Alicante. La obra se instaló en un espacio ajardinado de la Rambla de Méndez Núñez, una de las principales avenidas de la ciudad.